# Mario Silla Baglioni
Mario Silla Baglioni (Umbertide, 28 luglio 1937 – Perugia, 2 settembre 2018) è stato un politico italiano, sindaco di Perugia dal 1987 al 1990.

## Biografia
Iscritto al Partito Socialista Italiano dal 1962, fu assessore allo Sport del comune di Perugia negli anni '70 e a lungo consigliere comunale nel capoluogo umbro.
Nel maggio 1987 venne eletto sindaco di Perugia con 31 voti da parte del consiglio comunale, andando a sostituire Giorgio Casoli, dimessosi perché candidato per il Senato. Rimase al governo della città fino al giugno 1990.
Muore nel settembre 2018 all'età di 81 anni.